# Palilolon
Palilolon is een bestuurslaag in het regentschap Lembata van de provincie Oost-Nusa Tenggara, Indonesië. Palilolon telt 197 inwoners (volkstelling 2010).